# Ryakuō

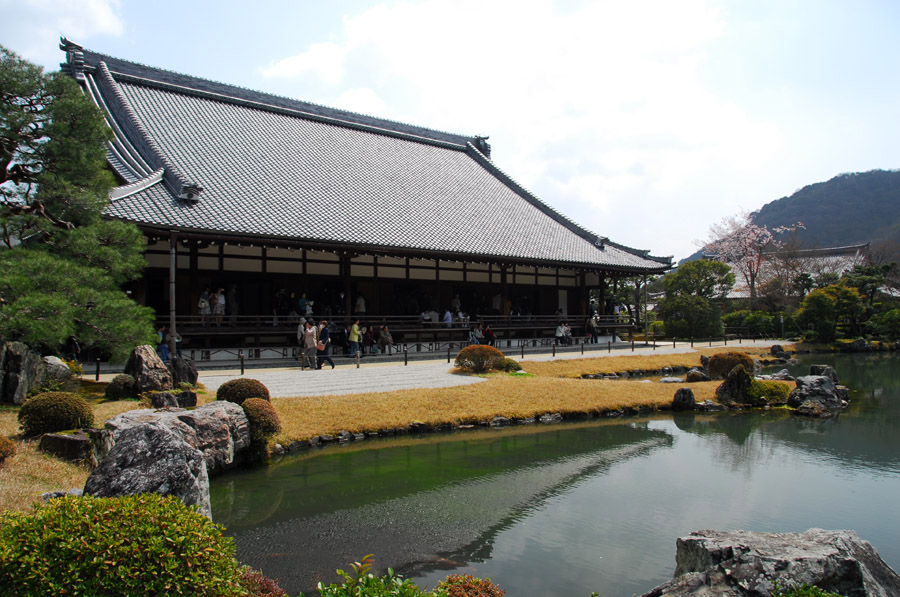
År Ryakuō 2 ger shogunen Ashikaga Takauji order om att bygga Tenryū-ji-templet, som fortfarande står kvar i Kyoto.

Ryakuō (japanska: 暦応?, Ryakuō/Rekiō), 1338–1342, är en period i den japanska tideräkningen, vid det delade Japans norra tron som markerar inledningen på Ashikaga-eran. Dessförinnan hade den södra tronen varit den enda fungerande under fem år. Ryakuō infaller under södra tronens Engen och Kōkoku.
Kejsare vid den norra tronen var Kōmyō och shogun var Ashikaga Takauji. Kōmyō var egentligen den andre kejsaren från det konkurrerande kejsarhuset Jimyōintō som gjorde anspråk på den norra tronen, hans äldre bror Kōgon hade regerat 1332–1333, men då utan shogunens stöd. Kōgons korta regeringsperiod hette Shōkei, men det är alltså först efter några års vakuum, under Ryakuo, som ett fungerande hov upprättas. 